# Vriesea retroflexa
Vriesea retroflexa là một loài thực vật có hoa trong họ Bromeliaceae. Loài này được E.Morren miêu tả khoa học đầu tiên năm 1884.